# UAE Tour 2020
La 2.ª edición del UAE Tour fue una carrera de ciclismo en ruta por etapas que se celebró entre el 23 y el 27 de febrero de 2020 en los Emiratos Árabes Unidos con inicio en la isla artificial de Palm Jumeirah en el emirato de Dubái y final en el emirato de Abu Dabi sobre un recorrido de 835 kilómetros.
La prueba, que debía finalizar el 29 de febrero, fue cancelada a falta de dos etapas para la conclusión debido a que dos italianos integrantes del staff de uno de los equipos participantes podrían haber contraído el coronavirus. Dos semanas después de haber sido cancelada la carrera se confirmó también que el ciclista ruso Dmitry Strakhov del Gazprom-RusVelo, el colombiano Fernando Gaviria y el argentino Maximiliano Richeze del UAE Emirates fueron contagiados y dieron positivo en las pruebas del coronavirus.
La carrera formó parte del UCI WorldTour 2020, calendario ciclístico de máximo nivel mundial, siendo la tercera carrera de dicho circuito y fue ganada por el británico Adam Yates del Mitchelton-Scott. Completaron el podio, como segundo y tercer clasificado respectivamente, el esloveno Tadej Pogačar del UAE Emirates y el kazajo Alexey Lutsenko del Astana.

## Equipos participantes
Tomaron parte en la carrera 20 equipos: 18 de categoría UCI WorldTeam y 2 de categoría UCI ProTeam. Formaron así un pelotón de 140 ciclistas de los que acabaron 133. Los equipos participantes fueron:
| WorldTeams (18)- AG2R La Mondiale - Astana - Bahrain McLaren - Bora-Hansgrohe - CCC Team - Cofidis - Deceuninck-Quick Step - Groupama-FDJ - Israel Start-Up Nation - Lotto Soudal - Mitchelton-Scott - Movistar Team - NTT Pro Cycling - Ineos - Jumbo-Visma - Team Sunweb - Trek-Segafredo - UAE Team Emirates ProTeams (2)- Gazprom-RusVelo - Vini Zabù-KTM |
| |

## Recorrido
El UAE Tour disponía de siete etapas dividido en cuatro etapas llanas, una etapa de media montaña, y dos etapas de montaña para un recorrido total de 1122 kilómetros.
| Etapa     | Fecha     | Recorrido                            | type             | Distancia (km) | Ganador           | Líder            |
| --------- | --------- | ------------------------------------ | ---------------- | -------------- | ----------------- | ---------------- |
| 1.ª etapa | 23 de feb | Palma Jumeirah – Dubai Silicon Oasis | etapa llana      | 148            | Pascal Ackermann  | Pascal Ackermann |
| 2.ª etapa | 24 de feb | Hatta – Hatta Dam                    | etapa escarpada  | 168            | Caleb Ewan        | Caleb Ewan       |
| 3.ª etapa | 25 de feb | Al Qudra Lake – Jabal Hafit          | etapa de montaña | 184            | Adam Yates        | Adam Yates       |
| 4.ª etapa | 26 de feb | Zabeel Park – Dubái                  | etapa llana      | 173            | Dylan Groenewegen | Adam Yates       |
| 5.ª etapa | 27 de feb | Al Ain – Jabal Hafit                 | etapa de montaña | 162            | Tadej Pogačar     | Adam Yates       |
| 6.ª etapa | 28 de feb | Ar Ruways – Al Mirfa                 | etapa llana      | 158            | etapa cancelada   | etapa cancelada  |
| 7.ª etapa | 29 de feb | Al Maryah Island – Abu Dhabi         | etapa llana      | 127            | etapa cancelada   | etapa cancelada  |

## Desarrollo de la carrera

### 1.ª etapa
| Palma Jumeirah - Dubai Silicon Oasis | etapa llana | (148 km) |

| \| Clasificación de la etapa \| Clasificación de la etapa \| Clasificación de la etapa \| Clasificación de la etapa \| Clasificación de la etapa \| \| Ciclista \| Ciclista \| Equipo \| Tiempo \| \| \| ------------------------- \| ------------------------- \| ------------------------- \| ------------------------- \| ------------------------- \| \| 1.º \| Pascal Ackermann \| Bora-Hansgrohe \| 3 h 29 min 19 s \| \| \| 2.º \| Caleb Ewan \| Lotto-Soudal \| + 0 s \| \| \| 3.º \| Rudy Barbier \| Israel Start-Up Nation \| + 0 s \| \| \| 4.º \| Dylan Groenewegen \| Jumbo-Visma \| + 0 s \| \| \| 5.º \| Luka Mezgec \| Mitchelton-Scott \| + 0 s \| \| \| 6.º \| Alberto Dainese \| Team Sunweb \| + 0 s \| \| \| 7.º \| Jakub Mareczko \| CCC Team \| + 0 s \| \| \| 8.º \| Max Walscheid \| NTT Pro Cycling \| + 0 s \| \| \| 9.º \| José Joaquín Rojas \| Movistar Team \| + 0 s \| \| \| 10.º \| Andrea Vendrame \| AG2R La Mondiale \| + 0 s \| \| |                    |                        |                 |
| |                    |                        |                 |
| Fuente: ProCyclingStats |                    |                        |                 |
| Clasificación de la etapa |                    |                        |                 |
| Ciclista | Ciclista           | Equipo                 | Tiempo          |
| 1.º | Pascal Ackermann   | Bora-Hansgrohe         | 3 h 29 min 19 s |
| 2.º | Caleb Ewan         | Lotto-Soudal           | + 0 s           |
| 3.º | Rudy Barbier       | Israel Start-Up Nation | + 0 s           |
| 4.º | Dylan Groenewegen  | Jumbo-Visma            | + 0 s           |
| 5.º | Luka Mezgec        | Mitchelton-Scott       | + 0 s           |
| 6.º | Alberto Dainese    | Team Sunweb            | + 0 s           |
| 7.º | Jakub Mareczko     | CCC Team               | + 0 s           |
| 8.º | Max Walscheid      | NTT Pro Cycling        | + 0 s           |
| 9.º | José Joaquín Rojas | Movistar Team          | + 0 s           |
| 10.º | Andrea Vendrame    | AG2R La Mondiale       | + 0 s           |

| \| Clasificación general \| Clasificación general \| Clasificación general \| Clasificación general \| Clasificación general \| \| Ciclista \| Ciclista \| Equipo \| Tiempo \| \| \| --------------------- \| --------------------- \| ---------------------- \| --------------------- \| --------------------- \| \| 1.º \| Pascal Ackermann \| Bora-Hansgrohe \| 3 h 29 min 19 s \| \| \| 2.º \| Caleb Ewan \| Lotto-Soudal \| + 4 s \| \| \| 3.º \| Veljko Stojnić \| Vini Zabù-KTM \| + 5 s \| \| \| 4.º \| Rudy Barbier \| Israel Start-Up Nation \| + 6 s \| \| \| 5.º \| Leonardo Tortomasi \| Vini Zabù-KTM \| + 6 s \| \| \| 6.º \| Nicolai Cherkasov \| Gazprom-RusVelo \| + 7 s \| \| \| 7.º \| Dylan Groenewegen \| Jumbo-Visma \| + 10 s \| \| \| 8.º \| Luka Mezgec \| Mitchelton-Scott \| + 10 s \| \| \| 9.º \| Alberto Dainese \| Team Sunweb \| + 10 s \| \| \| 10.º \| Jakub Mareczko \| CCC Team \| + 10 s \| \| |                    |                        |                 |
| |                    |                        |                 |
| Fuente: ProCyclingStats |                    |                        |                 |
| Clasificación general |                    |                        |                 |
| Ciclista | Ciclista           | Equipo                 | Tiempo          |
| 1.º | Pascal Ackermann   | Bora-Hansgrohe         | 3 h 29 min 19 s |
| 2.º | Caleb Ewan         | Lotto-Soudal           | + 4 s           |
| 3.º | Veljko Stojnić     | Vini Zabù-KTM          | + 5 s           |
| 4.º | Rudy Barbier       | Israel Start-Up Nation | + 6 s           |
| 5.º | Leonardo Tortomasi | Vini Zabù-KTM          | + 6 s           |
| 6.º | Nicolai Cherkasov  | Gazprom-RusVelo        | + 7 s           |
| 7.º | Dylan Groenewegen  | Jumbo-Visma            | + 10 s          |
| 8.º | Luka Mezgec        | Mitchelton-Scott       | + 10 s          |
| 9.º | Alberto Dainese    | Team Sunweb            | + 10 s          |
| 10.º | Jakub Mareczko     | CCC Team               | + 10 s          |

### 2.ª etapa
| Hatta - Hatta Dam | etapa escarpada | (168 km) |

| \| Clasificación de la etapa \| Clasificación de la etapa \| Clasificación de la etapa \| Clasificación de la etapa \| Clasificación de la etapa \| \| Ciclista \| Ciclista \| Equipo \| Tiempo \| \| \| ------------------------- \| ------------------------- \| ------------------------- \| ------------------------- \| ------------------------- \| \| 1.º \| Caleb Ewan \| Lotto-Soudal \| 4 h 18 min 16 s \| \| \| 2.º \| Sam Bennett \| Deceuninck-Quick Step \| + 2 s \| \| \| 3.º \| Arnaud Démare \| Groupama-FDJ \| + 4 s \| \| \| 4.º \| Diego Ulissi \| UAE Team Emirates \| + 4 s \| \| \| 5.º \| Rick Zabel \| Israel Start-Up Nation \| + 4 s \| \| \| 6.º \| Andrea Vendrame \| AG2R La Mondiale \| + 4 s \| \| \| 7.º \| Luka Mezgec \| Mitchelton-Scott \| + 4 s \| \| \| 8.º \| Adam Yates \| Mitchelton-Scott \| + 4 s \| \| \| 9.º \| Tadej Pogačar \| UAE Team Emirates \| + 4 s \| \| \| 10.º \| David Gaudu \| Groupama-FDJ \| + 4 s \| \| |                 |                        |                 |
| |                 |                        |                 |
| Fuente: ProCyclingStats |                 |                        |                 |
| Clasificación de la etapa |                 |                        |                 |
| Ciclista | Ciclista        | Equipo                 | Tiempo          |
| 1.º | Caleb Ewan      | Lotto-Soudal           | 4 h 18 min 16 s |
| 2.º | Sam Bennett     | Deceuninck-Quick Step  | + 2 s           |
| 3.º | Arnaud Démare   | Groupama-FDJ           | + 4 s           |
| 4.º | Diego Ulissi    | UAE Team Emirates      | + 4 s           |
| 5.º | Rick Zabel      | Israel Start-Up Nation | + 4 s           |
| 6.º | Andrea Vendrame | AG2R La Mondiale       | + 4 s           |
| 7.º | Luka Mezgec     | Mitchelton-Scott       | + 4 s           |
| 8.º | Adam Yates      | Mitchelton-Scott       | + 4 s           |
| 9.º | Tadej Pogačar   | UAE Team Emirates      | + 4 s           |
| 10.º | David Gaudu     | Groupama-FDJ           | + 4 s           |

| \| Clasificación general \| Clasificación general \| Clasificación general \| Clasificación general \| Clasificación general \| \| Ciclista \| Ciclista \| Equipo \| Tiempo \| \| \| --------------------- \| --------------------- \| ---------------------- \| --------------------- \| --------------------- \| \| 1.º \| Caleb Ewan \| Lotto-Soudal \| 7 h 47 min 19 s \| \| \| 2.º \| Sam Bennett \| Deceuninck-Quick Step \| + 12 s \| \| \| 3.º \| Arnaud Démare \| Groupama-FDJ \| + 16 s \| \| \| 4.º \| Nicolai Cherkasov \| Gazprom-RusVelo \| + 17 s \| \| \| 5.º \| Alexéi Lutsenko \| Astana \| + 19 s \| \| \| 6.º \| Luka Mezgec \| Mitchelton-Scott \| + 20 s \| \| \| 7.º \| Andrea Vendrame \| AG2R La Mondiale \| + 20 s \| \| \| 8.º \| Rick Zabel \| Israel Start-Up Nation \| + 20 s \| \| \| 9.º \| Wilco Kelderman \| Team Sunweb \| + 20 s \| \| \| 10.º \| David Gaudu \| Groupama-FDJ \| + 20 s \| \| |                   |                        |                 |
| |                   |                        |                 |
| Fuente: ProCyclingStats |                   |                        |                 |
| Clasificación general |                   |                        |                 |
| Ciclista | Ciclista          | Equipo                 | Tiempo          |
| 1.º | Caleb Ewan        | Lotto-Soudal           | 7 h 47 min 19 s |
| 2.º | Sam Bennett       | Deceuninck-Quick Step  | + 12 s          |
| 3.º | Arnaud Démare     | Groupama-FDJ           | + 16 s          |
| 4.º | Nicolai Cherkasov | Gazprom-RusVelo        | + 17 s          |
| 5.º | Alexéi Lutsenko   | Astana                 | + 19 s          |
| 6.º | Luka Mezgec       | Mitchelton-Scott       | + 20 s          |
| 7.º | Andrea Vendrame   | AG2R La Mondiale       | + 20 s          |
| 8.º | Rick Zabel        | Israel Start-Up Nation | + 20 s          |
| 9.º | Wilco Kelderman   | Team Sunweb            | + 20 s          |
| 10.º | David Gaudu       | Groupama-FDJ           | + 20 s          |

### 3.ª etapa
| Al Qudra Lake - Jabal Hafit | etapa de montaña | (184 km) |

| \| Clasificación de la etapa \| Clasificación de la etapa \| Clasificación de la etapa \| Clasificación de la etapa \| Clasificación de la etapa \| \| Ciclista \| Ciclista \| Equipo \| Tiempo \| \| \| ------------------------- \| ------------------------- \| ------------------------- \| ------------------------- \| ------------------------- \| \| 1.º \| Adam Yates \| Mitchelton-Scott \| 4 h 42 min 33 s \| \| \| 2.º \| Tadej Pogačar \| UAE Team Emirates \| + 1 min 03 s \| \| \| 3.º \| Alexéi Lutsenko \| Astana \| + 1 min 30 s \| \| \| 4.º \| David Gaudu \| Groupama-FDJ \| + 1 min 30 s \| \| \| 5.º \| Rafał Majka \| Bora-Hansgrohe \| + 1 min 30 s \| \| \| 6.º \| Diego Ulissi \| UAE Team Emirates \| + 1 min 56 s \| \| \| 7.º \| Patrick Konrad \| Bora-Hansgrohe \| + 1 min 56 s \| \| \| 8.º \| Gorka Izagirre \| Astana \| + 1 min 56 s \| \| \| 9.º \| Jesús Herrada \| Cofidis \| + 1 min 56 s \| \| \| 10.º \| Edward Dunbar \| Team Ineos \| + 1 min 56 s \| \| |                 |                   |                 |
| |                 |                   |                 |
| Fuente: ProCyclingStats |                 |                   |                 |
| Clasificación de la etapa |                 |                   |                 |
| Ciclista | Ciclista        | Equipo            | Tiempo          |
| 1.º | Adam Yates      | Mitchelton-Scott  | 4 h 42 min 33 s |
| 2.º | Tadej Pogačar   | UAE Team Emirates | + 1 min 03 s    |
| 3.º | Alexéi Lutsenko | Astana            | + 1 min 30 s    |
| 4.º | David Gaudu     | Groupama-FDJ      | + 1 min 30 s    |
| 5.º | Rafał Majka     | Bora-Hansgrohe    | + 1 min 30 s    |
| 6.º | Diego Ulissi    | UAE Team Emirates | + 1 min 56 s    |
| 7.º | Patrick Konrad  | Bora-Hansgrohe    | + 1 min 56 s    |
| 8.º | Gorka Izagirre  | Astana            | + 1 min 56 s    |
| 9.º | Jesús Herrada   | Cofidis           | + 1 min 56 s    |
| 10.º | Edward Dunbar   | Team Ineos        | + 1 min 56 s    |

| \| Clasificación general \| Clasificación general \| Clasificación general \| Clasificación general \| Clasificación general \| \| Ciclista \| Ciclista \| Equipo \| Tiempo \| \| \| --------------------- \| --------------------- \| --------------------- \| --------------------- \| --------------------- \| \| 1.º \| Adam Yates \| Mitchelton-Scott \| 12 h 30 min 02 s \| \| \| 2.º \| Tadej Pogačar \| UAE Team Emirates \| + 1 min 07 s \| \| \| 3.º \| Alexéi Lutsenko \| Astana \| + 1 min 35 s \| \| \| 4.º \| David Gaudu \| Groupama-FDJ \| + 1 min 40 s \| \| \| 5.º \| Rafał Majka \| Bora-Hansgrohe \| + 1 min 40 s \| \| \| 6.º \| Wilco Kelderman \| Team Sunweb \| + 2 min 06 s \| \| \| 7.º \| Diego Ulissi \| UAE Team Emirates \| + 2 min 06 s \| \| \| 8.º \| Patrick Konrad \| Bora-Hansgrohe \| + 2 min 06 s \| \| \| 9.º \| Jesús Herrada \| Cofidis \| + 2 min 06 s \| \| \| 10.º \| Edward Dunbar \| Team Ineos \| + 2 min 06 s \| \| |                 |                   |                  |
| |                 |                   |                  |
| Fuente: ProCyclingStats |                 |                   |                  |
| Clasificación general |                 |                   |                  |
| Ciclista | Ciclista        | Equipo            | Tiempo           |
| 1.º | Adam Yates      | Mitchelton-Scott  | 12 h 30 min 02 s |
| 2.º | Tadej Pogačar   | UAE Team Emirates | + 1 min 07 s     |
| 3.º | Alexéi Lutsenko | Astana            | + 1 min 35 s     |
| 4.º | David Gaudu     | Groupama-FDJ      | + 1 min 40 s     |
| 5.º | Rafał Majka     | Bora-Hansgrohe    | + 1 min 40 s     |
| 6.º | Wilco Kelderman | Team Sunweb       | + 2 min 06 s     |
| 7.º | Diego Ulissi    | UAE Team Emirates | + 2 min 06 s     |
| 8.º | Patrick Konrad  | Bora-Hansgrohe    | + 2 min 06 s     |
| 9.º | Jesús Herrada   | Cofidis           | + 2 min 06 s     |
| 10.º | Edward Dunbar   | Team Ineos        | + 2 min 06 s     |

### 4.ª etapa
| Zabeel Park - Dubái | etapa llana | (173 km) |

| \| Clasificación de la etapa \| Clasificación de la etapa \| Clasificación de la etapa \| Clasificación de la etapa \| Clasificación de la etapa \| \| Ciclista \| Ciclista \| Equipo \| Tiempo \| \| \| ------------------------- \| ------------------------- \| ------------------------- \| ------------------------- \| ------------------------- \| \| 1.º \| Dylan Groenewegen \| Jumbo-Visma \| 4 h 16 min 13 s \| \| \| 2.º \| Fernando Gaviria \| UAE Team Emirates \| + 0 s \| \| \| 3.º \| Pascal Ackermann \| Bora-Hansgrohe \| + 0 s \| \| \| 4.º \| Sam Bennett \| Deceuninck-Quick Step \| + 0 s \| \| \| 5.º \| Caleb Ewan \| Lotto-Soudal \| + 0 s \| \| \| 6.º \| Kaden Groves \| Mitchelton-Scott \| + 0 s \| \| \| 7.º \| Jakub Mareczko \| CCC Team \| + 0 s \| \| \| 8.º \| Attilio Viviani \| Cofidis \| + 0 s \| \| \| 9.º \| Rudy Barbier \| Israel Start-Up Nation \| + 0 s \| \| \| 10.º \| Max Walscheid \| NTT Pro Cycling \| + 0 s \| \| |                   |                        |                 |
| |                   |                        |                 |
| Fuente: ProCyclingStats |                   |                        |                 |
| Clasificación de la etapa |                   |                        |                 |
| Ciclista | Ciclista          | Equipo                 | Tiempo          |
| 1.º | Dylan Groenewegen | Jumbo-Visma            | 4 h 16 min 13 s |
| 2.º | Fernando Gaviria  | UAE Team Emirates      | + 0 s           |
| 3.º | Pascal Ackermann  | Bora-Hansgrohe         | + 0 s           |
| 4.º | Sam Bennett       | Deceuninck-Quick Step  | + 0 s           |
| 5.º | Caleb Ewan        | Lotto-Soudal           | + 0 s           |
| 6.º | Kaden Groves      | Mitchelton-Scott       | + 0 s           |
| 7.º | Jakub Mareczko    | CCC Team               | + 0 s           |
| 8.º | Attilio Viviani   | Cofidis                | + 0 s           |
| 9.º | Rudy Barbier      | Israel Start-Up Nation | + 0 s           |
| 10.º | Max Walscheid     | NTT Pro Cycling        | + 0 s           |

| \| Clasificación general \| Clasificación general \| Clasificación general \| Clasificación general \| Clasificación general \| \| Ciclista \| Ciclista \| Equipo \| Tiempo \| \| \| --------------------- \| --------------------- \| --------------------- \| --------------------- \| --------------------- \| \| 1.º \| Adam Yates \| Mitchelton-Scott \| 16 h 46 min 15 s \| \| \| 2.º \| Tadej Pogačar \| UAE Team Emirates \| + 1 min 07 s \| \| \| 3.º \| Alexéi Lutsenko \| Astana \| + 1 min 35 s \| \| \| 4.º \| David Gaudu \| Groupama-FDJ \| + 1 min 40 s \| \| \| 5.º \| Rafał Majka \| Bora-Hansgrohe \| + 1 min 40 s \| \| \| 6.º \| Jesús Herrada \| Cofidis \| + 2 min 05 s \| \| \| 7.º \| Wilco Kelderman \| Team Sunweb \| + 2 min 06 s \| \| \| 8.º \| Diego Ulissi \| UAE Team Emirates \| + 2 min 06 s \| \| \| 9.º \| Patrick Konrad \| Bora-Hansgrohe \| + 2 min 06 s \| \| \| 10.º \| Edward Dunbar \| Team Ineos \| + 2 min 06 s \| \| |                 |                   |                  |
| |                 |                   |                  |
| Fuente: ProCyclingStats |                 |                   |                  |
| Clasificación general |                 |                   |                  |
| Ciclista | Ciclista        | Equipo            | Tiempo           |
| 1.º | Adam Yates      | Mitchelton-Scott  | 16 h 46 min 15 s |
| 2.º | Tadej Pogačar   | UAE Team Emirates | + 1 min 07 s     |
| 3.º | Alexéi Lutsenko | Astana            | + 1 min 35 s     |
| 4.º | David Gaudu     | Groupama-FDJ      | + 1 min 40 s     |
| 5.º | Rafał Majka     | Bora-Hansgrohe    | + 1 min 40 s     |
| 6.º | Jesús Herrada   | Cofidis           | + 2 min 05 s     |
| 7.º | Wilco Kelderman | Team Sunweb       | + 2 min 06 s     |
| 8.º | Diego Ulissi    | UAE Team Emirates | + 2 min 06 s     |
| 9.º | Patrick Konrad  | Bora-Hansgrohe    | + 2 min 06 s     |
| 10.º | Edward Dunbar   | Team Ineos        | + 2 min 06 s     |

### 5.ª etapa
| Al Ain - Jabal Hafit | etapa de montaña | (162 km) |

| \| Clasificación de la etapa \| Clasificación de la etapa \| Clasificación de la etapa \| Clasificación de la etapa \| Clasificación de la etapa \| \| Ciclista \| Ciclista \| Equipo \| Tiempo \| \| \| ------------------------- \| ------------------------- \| ------------------------- \| ------------------------- \| ------------------------- \| \| 1.º \| Tadej Pogačar \| UAE Team Emirates \| 3 h 48 min 53 s \| \| \| 2.º \| Alexéi Lutsenko \| Astana \| + 0 s \| \| \| 3.º \| Adam Yates \| Mitchelton-Scott \| + 0 s \| \| \| 4.º \| David Gaudu \| Groupama-FDJ \| + 4 s \| \| \| 5.º \| Ilnur Zakarin \| CCC Team \| + 7 s \| \| \| 6.º \| Davide Formolo \| UAE Team Emirates \| + 23 s \| \| \| 7.º \| Alejandro Valverde \| Movistar Team \| + 23 s \| \| \| 8.º \| Wilco Kelderman \| Team Sunweb \| + 24 s \| \| \| 9.º \| Víctor de la Parte \| CCC Team \| + 24 s \| \| \| 10.º \| Rafał Majka \| Bora-Hansgrohe \| + 27 s \| \| |                    |                   |                 |
| |                    |                   |                 |
| Fuente: ProCyclingStats |                    |                   |                 |
| Clasificación de la etapa |                    |                   |                 |
| Ciclista | Ciclista           | Equipo            | Tiempo          |
| 1.º | Tadej Pogačar      | UAE Team Emirates | 3 h 48 min 53 s |
| 2.º | Alexéi Lutsenko    | Astana            | + 0 s           |
| 3.º | Adam Yates         | Mitchelton-Scott  | + 0 s           |
| 4.º | David Gaudu        | Groupama-FDJ      | + 4 s           |
| 5.º | Ilnur Zakarin      | CCC Team          | + 7 s           |
| 6.º | Davide Formolo     | UAE Team Emirates | + 23 s          |
| 7.º | Alejandro Valverde | Movistar Team     | + 23 s          |
| 8.º | Wilco Kelderman    | Team Sunweb       | + 24 s          |
| 9.º | Víctor de la Parte | CCC Team          | + 24 s          |
| 10.º | Rafał Majka        | Bora-Hansgrohe    | + 27 s          |

| \| Clasificación general \| Clasificación general \| Clasificación general \| Clasificación general \| Clasificación general \| \| Ciclista \| Ciclista \| Equipo \| Tiempo \| \| \| --------------------- \| --------------------- \| --------------------- \| --------------------- \| --------------------- \| \| 1.º \| Adam Yates \| Mitchelton-Scott \| 20 h 35 min 04 s \| \| \| 2.º \| Tadej Pogačar \| UAE Team Emirates \| + 1 min 01 s \| \| \| 3.º \| Alexéi Lutsenko \| Astana \| + 1 min 33 s \| \| \| 4.º \| David Gaudu \| Groupama-FDJ \| + 1 min 48 s \| \| \| 5.º \| Rafał Majka \| Bora-Hansgrohe \| + 2 min 11 s \| \| \| 6.º \| Wilco Kelderman \| Team Sunweb \| + 2 min 34 s \| \| \| 7.º \| Ilnur Zakarin \| CCC Team \| + 2 min 34 s \| \| \| 8.º \| Davide Formolo \| UAE Team Emirates \| + 2 min 39 s \| \| \| 9.º \| Diego Ulissi \| UAE Team Emirates \| + 2 min 47 s \| \| \| 10.º \| Víctor de la Parte \| CCC Team \| + 2 min 51 s \| \| |                    |                   |                  |
| |                    |                   |                  |
| Fuente: ProCyclingStats |                    |                   |                  |
| Clasificación general |                    |                   |                  |
| Ciclista | Ciclista           | Equipo            | Tiempo           |
| 1.º | Adam Yates         | Mitchelton-Scott  | 20 h 35 min 04 s |
| 2.º | Tadej Pogačar      | UAE Team Emirates | + 1 min 01 s     |
| 3.º | Alexéi Lutsenko    | Astana            | + 1 min 33 s     |
| 4.º | David Gaudu        | Groupama-FDJ      | + 1 min 48 s     |
| 5.º | Rafał Majka        | Bora-Hansgrohe    | + 2 min 11 s     |
| 6.º | Wilco Kelderman    | Team Sunweb       | + 2 min 34 s     |
| 7.º | Ilnur Zakarin      | CCC Team          | + 2 min 34 s     |
| 8.º | Davide Formolo     | UAE Team Emirates | + 2 min 39 s     |
| 9.º | Diego Ulissi       | UAE Team Emirates | + 2 min 47 s     |
| 10.º | Víctor de la Parte | CCC Team          | + 2 min 51 s     |

## Clasificaciones finales
- Las clasificaciones finalizaron de la siguiente forma:[7]

### Clasificación general
| \| Clasificación general \| Clasificación general \| Clasificación general \| Clasificación general \| Clasificación general \| \| Ciclista \| Ciclista \| Equipo \| Tiempo \| \| \| --------------------- \| --------------------- \| --------------------- \| --------------------- \| --------------------- \| \| 1.º \| Adam Yates \| Mitchelton-Scott \| 20 h 35 min 04 s \| \| \| 2.º \| Tadej Pogačar \| UAE Team Emirates \| + 1 min 01 s \| \| \| 3.º \| Alexéi Lutsenko \| Astana \| + 1 min 33 s \| \| \| 4.º \| David Gaudu \| Groupama-FDJ \| + 1 min 48 s \| \| \| 5.º \| Rafał Majka \| Bora-Hansgrohe \| + 2 min 11 s \| \| \| 6.º \| Wilco Kelderman \| Team Sunweb \| + 2 min 34 s \| \| \| 7.º \| Ilnur Zakarin \| CCC Team \| + 2 min 34 s \| \| \| 8.º \| Davide Formolo \| UAE Team Emirates \| + 2 min 39 s \| \| \| 9.º \| Diego Ulissi \| UAE Team Emirates \| + 2 min 47 s \| \| \| 10.º \| Víctor de la Parte \| CCC Team \| + 2 min 51 s \| \| |                    |                   |                  |
| |                    |                   |                  |
| Fuente: ProCyclingStats |                    |                   |                  |
| Clasificación general |                    |                   |                  |
| Ciclista | Ciclista           | Equipo            | Tiempo           |
| 1.º | Adam Yates         | Mitchelton-Scott  | 20 h 35 min 04 s |
| 2.º | Tadej Pogačar      | UAE Team Emirates | + 1 min 01 s     |
| 3.º | Alexéi Lutsenko    | Astana            | + 1 min 33 s     |
| 4.º | David Gaudu        | Groupama-FDJ      | + 1 min 48 s     |
| 5.º | Rafał Majka        | Bora-Hansgrohe    | + 2 min 11 s     |
| 6.º | Wilco Kelderman    | Team Sunweb       | + 2 min 34 s     |
| 7.º | Ilnur Zakarin      | CCC Team          | + 2 min 34 s     |
| 8.º | Davide Formolo     | UAE Team Emirates | + 2 min 39 s     |
| 9.º | Diego Ulissi       | UAE Team Emirates | + 2 min 47 s     |
| 10.º | Víctor de la Parte | CCC Team          | + 2 min 51 s     |

### Clasificación de los puntos
| Clasificación por puntos | Clasificación por puntos | Clasificación por puntos | Clasificación por puntos | Clasificación por puntos |
| Ciclista                 | Ciclista                 | Equipo                   | Puntos                   |                          |
| ------------------------ | ------------------------ | ------------------------ | ------------------------ | ------------------------ |
| 1.º                      | Caleb Ewan               | Lotto-Soudal             | 43 pts                   |                          |
| 2.º                      | Veljko Stojnić           | Vini Zabù-KTM            | 42 pts                   |                          |
| 3.º                      | Tadej Pogačar            | UAE Team Emirates        | 39 pts                   |                          |
| 4.º                      | Adam Yates               | Mitchelton-Scott         | 35 pts                   |                          |
| 5.º                      | Alexéi Lutsenko          | Astana                   | 33 pts                   |                          |
| 6.º                      | Pascal Ackermann         | Bora-Hansgrohe           | 32 pts                   |                          |
| 7.º                      | Dylan Groenewegen        | Jumbo-Visma              | 29 pts                   |                          |
| 8.º                      | Sam Bennett              | Deceuninck-Quick Step    | 25 pts                   |                          |
| 9.º                      | Leonardo Tortomasi       | Vini Zabù-KTM            | 21 pts                   |                          |
| 10.º                     | David Gaudu              | Groupama-FDJ             | 19 pts                   |                          |

### Clasificación de los jóvenes
| Clasificación del mejor joven | Clasificación del mejor joven | Clasificación del mejor joven | Clasificación del mejor joven | Clasificación del mejor joven |
| Ciclista                      | Ciclista                      | Equipo                        | Tiempo                        |                               |
| ----------------------------- | ----------------------------- | ----------------------------- | ----------------------------- | ----------------------------- |
| 1.º                           | Tadej Pogačar                 | UAE Team Emirates             | 20 h 36 min 05 s              |                               |
| 2.º                           | David Gaudu                   | Groupama-FDJ                  | + 47 s                        |                               |
| 3.º                           | Edward Dunbar                 | Team Ineos                    | + 1 min 57 s                  |                               |
| 4.º                           | Niklas Eg                     | Trek-Segafredo                | + 2 min 35 s                  |                               |
| 5.º                           | Óscar Rodríguez Garaicoechea  | Astana                        | + 4 min 16 s                  |                               |
| 6.º                           | Jaakko Hänninen               | AG2R La Mondiale              | + 4 min 44 s                  |                               |
| 7.º                           | Jai Hindley                   | Team Sunweb                   | + 5 min 19 s                  |                               |
| 8.º                           | Héctor Carretero              | Movistar Team                 | + 5 min 39 s                  |                               |
| 9.º                           | Florian Stork                 | Team Sunweb                   | + 6 min 44 s                  |                               |
| 10.º                          | Lorenzo Fortunato             | Vini Zabù-KTM                 | + 10 min 22 s                 |                               |

### Clasificación por equipos
| Clasificación por equipos | Clasificación por equipos | Clasificación por equipos | Clasificación por equipos |
| Equipo                    | Equipo                    | Tiempo                    |                           |
| ------------------------- | ------------------------- | ------------------------- | ------------------------- |
| 1.º                       | UAE Team Emirates         | 61 h 51 min 55 s          |                           |
| 2.º                       | Astana                    | + 3 min 25 s              |                           |
| 3.º                       | CCC Team                  | + 5 min 22 s              |                           |
| 4.º                       | Trek-Segafredo            | + 7 min 04 s              |                           |
| 5.º                       | AG2R La Mondiale          | + 7 min 55 s              |                           |
| 6.º                       | NTT Pro Cycling           | + 8 min 09 s              |                           |
| 7.º                       | Team Sunweb               | + 9 min 26 s              |                           |
| 8.º                       | Movistar Team             | + 10 min 27 s             |                           |
| 9.º                       | Cofidis                   | + 11 min 56 s             |                           |
| 10.º                      | Bora-Hansgrohe            | + 12 min 38 s             |                           |

## Evolución de las clasificaciones
| Etapa                   | Vencedor                | Clasificación general | Clasificación de los puntos | Clasificación de las metas volantes | Clasificación de los jóvenes | Clasificación por equipos |
| ----------------------- | ----------------------- | --------------------- | --------------------------- | ----------------------------------- | ---------------------------- | ------------------------- |
| 1.ª                     | Pascal Ackermann        | Pascal Ackermann      | Pascal Ackermann            | Veljko Stojnić                      | Veljko Stojnić               | Israel Start-Up Nation    |
| 2.ª                     | Caleb Ewan              | Caleb Ewan            | Caleb Ewan                  | Veljko Stojnić                      | Nikolay Cherkasov            | Deceuninck-Quick Step     |
| 3.ª                     | Adam Yates              | Adam Yates            | Caleb Ewan                  | Veljko Stojnić                      | Tadej Pogačar                | UAE Emirates              |
| 4.ª                     | Dylan Groenewegen       | Adam Yates            | Caleb Ewan                  | Veljko Stojnić                      | Tadej Pogačar                | UAE Emirates              |
| 5.ª                     | Tadej Pogačar           | Adam Yates            | Caleb Ewan                  | Veljko Stojnić                      | Tadej Pogačar                | UAE Emirates              |
| 6.ª                     | Carrera cancelada       | Carrera cancelada     | Carrera cancelada           | Carrera cancelada                   | Carrera cancelada            | Carrera cancelada         |
| 7.ª                     | Carrera cancelada       | Carrera cancelada     | Carrera cancelada           | Carrera cancelada                   | Carrera cancelada            | Carrera cancelada         |
| Clasificaciones finales | Clasificaciones finales | Adam Yates            | Caleb Ewan                  | Veljko Stojnić                      | Tadej Pogačar                | UAE Emirates              |

## Ciclistas participantes y posiciones finales
Convenciones:
- AB-N: Abandono en la etapa "N"
- FLT-N: Retiro por llegada fuera del límite de tiempo en la etapa "N"
- NTS-N: No tomó la salida para la etapa "N"
- DES-N: Descalificado o expulsado en la etapa "N"

## UCI World Ranking
El UAE Tour otorgó puntos para el UCI World Ranking para corredores de los equipos en las categorías UCI WorldTeam, UCI ProTeam y Continental. Las siguientes tablas son el baremo de puntuación y los 10 corredores que obtuvieron más puntos:
| Posición              | 1.º | 2.º | 3.º | 4.º | 5.º | 6.º | 7.º | 8.º | 9.º | 10.º | 11.º | 12.º | 13.º | 14.º | 15.º-20.º | 21.º-30.º | 31.º-50.º | 51.º-55.º | 56.º-60.º |
| Clasificación general | 300 | 250 | 215 | 175 | 120 | 115 | 95  | 75  | 60  | 50   | 40   | 35   | 30   | 25   | 20        | 12        | 5         | 2         | 1         |
| Por etapa             | 40  | 15  | 6   |     |     |     |     |     |     |      |      |      |      |      |           |           |           |           |           |
| Líder                 | 6   |     |     |     |     |     |     |     |     |      |      |      |      |      |           |           |           |           |           |

| Clasificación |                 |                  |         |       |       |       |
| Ciclista      | Ciclista        | Equipo           | General | Etapa | Líder | Total |
| ------------- | --------------- | ---------------- | ------- | ----- | ----- | ----- |
| 1.º           | Adam Yates      | Mitchelton-Scott | 300     | 46    | 12    | 358   |
| 2.º           | Tadej Pogačar   | UAE Emirates     | 250     | 55    | -     | 305   |
| 3.º           | Alexey Lutsenko | Astana           | 215     | 21    | -     | 236   |
| 4.º           | David Gaudu     | Groupama-FDJ     | 175     | -     | -     | 175   |
| 5.º           | Rafał Majka     | Bora-Hansgrohe   | 120     | -     | -     | 120   |
| 6.º           | Wilco Kelderman | Sunweb           | 115     | -     | -     | 115   |
| 7.º           | Ilnur Zakarin   | CCC              | 95      | -     | -     | 95    |
| 8.º           | Davide Formolo  | UAE Emirates     | 75      | -     | -     | 75    |
| 9.º           | Caleb Ewan      | Lotto Soudal     | -       | 55    | 6     | 61    |
| 10.º          | Diego Ulissi    | UAE Emirates     | 60      | -     | -     | 60    |